# Hipólito Yrigoyen (Salta)
Pour les articles homonymes, voir Yrigoyen.
Hipólito Yrigoyen, connue également comme El Tabacal, est une localité de la province de Salta, au nord-ouest de l'Argentine, située dans le département d'Orán. La ville est connectée au réseau routier argentin par la route nationale 50 qui mène à San Ramón de la Nueva Orán.

## Toponymie
La ville porte son nom en l'honneur d'Hipólito Yrigoyen qui fut élu à deux reprises président de la Nation Argentine. Il était leader du parti de l'Union civique radicale.
Cette ville ne doit pas être confondue avec un autre village de 515 habitants portant le même nom. Il s'agit de la commune d'Hipólito Yrigoyen, département de Humahuaca, province de Jujuy. Précédemment cette commune se nommait Iturbe.

## Population
La localité comptait 8 755 habitants en 2001, soit une hausse de 3,3 % par rapport aux 8 473 recensés en 1991.

## Sismicité
La sismicité de la province de Salta est fréquente et de faible intensité, et un silence sismique de séismes moyens à graves tous les 40 ans,.